# Hyperolius leleupi
Hyperolius leleupi är en groddjursart som beskrevs av Laurent 1951. Hyperolius leleupi ingår i släktet Hyperolius och familjen gräsgrodor. IUCN kategoriserar arten globalt som starkt hotad. Inga underarter finns listade i Catalogue of Life.